# IEC 62311
IEC 62311 és una normativa internacional (creada per l'IEC) de seguretat ràdio-biològica de sistemes o dispositius que emeten radiació electromagnètica en el rang de freqüència de 0 a 300 GHz. S'entén seguretat ràdio-biològica com la part de la seguretat que afecten a l'organisme humà. Cal evitar condicions que portin a estats potencialment perillosos. La darrera versió de la norma es pot esbrinar aquí.

## Característiques de la norma
- La norma IEC 62471 defineix els límits d'exposició, tècniques de mesura de referència i esquemes de classificació per a l'avaluació i control dels riscos ràdio-biològics de totes les fonts de radiació electromagnètica.[3]
- La norma IEC 62311 aplica a qualsevol producte que no estigui en l'àmbit d'alguna norma de producte o família de productes.

## Límits d'exposió a camps electromagnètics
- Límits per a camps elèctrics i magnètics variables amb el temps :

| Tipus d'exposició | Freqüències                                          | Densitat de corrent en A/m2 (cap i tronc) | SAR (W/Kg) (cos enter) | SAR (cap i tronc) | SAR (extremitats) |
| ----------------- | ---------------------------------------------------- | ----------------------------------------- | ---------------------- | ----------------- | ----------------- |
| Professional      | 0-1 Hz 1-4 Hz 4-1KHz 1-100KHz 100K-10 MHz 10M-10 GHz | 40 40/f 10 f/100 -                        | - - 0,4                | - - 10            | - - 20            |
| Públic en general | 0-1 Hz 1-4 Hz 4-1KHz 1-100KHz 100K-10 MHz 10M-10 GHz | 8 8/f 2 f/500 -                           | - - 0,08               | - - 2             | - - 4             |

- Límits per a camps elèctrics i magnètics variables amb el temp :

| Tipus d'exposició           | Densitat de corrent en A/m2 |
| --------------------------- | --------------------------- |
| Professional Públic general | 50 10                       |

- Límits per a camps elèctrics i magnètics variables amb el temps :

| Rang de freqüència                                                                                            | Camp elèctric E en V/m                                                               | Camp magnètic en A/m | Camp magnètic en uT | Densitat de potència d'ona plana equivalent en W/m2 |
| --- | ------------------------------------------------------------------------------------ | --- | --- | --------------------------------------------------- |
| 0-1 Hz 1-8 Hz 8-25 Hz 0,025-0,8 KHz 0,8-3 KHz 3-150 KHz 0,15-1 MHz 1-10 MHz 10-400 MHz 400-2000 MHz 2-300 GHz | - 10.000 250/f 87 {\displaystyle 87/\surd (f)} 28 {\displaystyle 1,375*\surd (f)} 61 | {\displaystyle 3,2*10^{4}} {\displaystyle 3,2*10^{4}/f^{2}} 4000/f 4/f 5 0,73/f 0,073 {\displaystyle 0,0037*\surd (f)} 0,16 | {\displaystyle 4*10^{4}} {\displaystyle 4*10^{4}/f^{2}} 5000/f 5/f 6,25 0,92/f 0,092 {\displaystyle 0,0046*\surd (f)} 0,20 | - - 2 f/200 10                                      |